# Hringhorni
Hringhorni – w mitologii nordyckiej największy okręt bogów, którego posiadaczem był bóg Baldur, syn Odyna. Gdy Baldur zginął z ręki Lokiego, bogowie postanowili złożyć ciała Baldura i jego małżonki Nanny na stosie wzniesionym na Hringhornim; po zapaleniu stosu olbrzymka Hyrrokkin zepchnęła okręt na morze.